# 沙漠邊緣 (加利福尼亞州)
沙漠邊緣（英語：Desert Edge）是位於美國加利福尼亞州河濱縣的一個人口普查指定地區。

## 地理
沙漠邊緣的座標為33°55′21″N 116°26′02″W / 33.92250°N 116.43389°W，而該地最高點為海拔高度303米（即994英尺）。

## 人口
根據2010年美國人口普查的數據，沙漠邊緣的面積為5.873平方千米，均為陸地。當地共有人口3822人，而人口密度為每平方千米650人。